# Cercophaninae
Los cercofaninos (Cercophaninae) son una subfamilia de lepidópteros ditrisios de la familia Saturniidae. A veces es tratada como una familia, Cercophanidae.

## Géneros
- Cercophana - Eudelia - Janiodes - Microdulia - Neocercophana[1]